# Associação Brasileira de Filatelia Temática
Associação Brasileira de Filatelia Temática - ABRAFITE -  é uma entidade privada, sem fins lucrativos, fundada em 1971 por Heitor Fenício e um grupo de filatelistas na cidade de São Paulo, tendo por principal objetivo a divulgação, estudo e organização da filatelia temática no Brasil.
A entidade, filiada à Federação das Entidades Filatélicas do Estado de São Paulo (FEFIESP) e à Federação Brasileira de Filatelia (FEBRAF), já foi homenageada pela Empresa Brasileira de Correios e Telégrafos com a emissão de carimbos postais em 1988 e em 1991 e 1996, pelos seus vinte e vinte e cinco anos, respectivamente.
Publicou 154 edições da Revista Temática, numa duração de 30 anos. Realiza e participa de diversos eventos filatélicos locais e nacionais, além da publicação de várias obras sobre o ramo temático da filatelia.O seu websitw é premiado internacionalmente e realiza cursos periódicos de Filatelia.